# Thomas Dufter
Thomas Dufter (Inzell, 20 de diciembre de 1966) es un deportista alemán que compitió en esquí en la modalidad de combinada nórdica.
Ganó una medalla de bronce en el Campeonato Mundial de Esquí Nórdico de 1993, en la prueba por equipo. Participó en dos Juegos Olímpicos de Invierno, en los años 1992 y 1994, ocupando el quinto lugar en Albertville 1992, en la misma prueba.

## Palmarés internacional
| Campeonato Mundial | Campeonato Mundial | Campeonato Mundial | Campeonato Mundial        |
| Año                | Lugar              | Medalla            | Prueba                    |
| ------------------ | ------------------ | ------------------ | ------------------------- |
| 1993               | Falun (Suecia)     | Medalla de bronce  | TN + 3 × 10 km por equipo |